# Prosper-Olivier Lissagaray

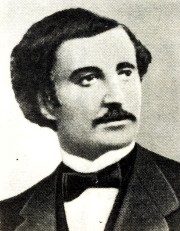
Prosper-Olivier Lissagaray.

Prosper-Olivier Lissagaray (Toulouse, Francia, 24 de noviembre de 1838 - París, Francia, 25 de enero de 1901), de nombre completo Hippolyte Prosper Olivier Lissagaray pero más conocido como Lissagaray, fue un periodista  vasco-francés republicano y socialista independiente, conferenciante y miembro de la Comuna de París en 1871.

## Biografía
Los inicios de su carrera están marcados por su oposición al gobierno imperial de Napoleón III, que le valió varias encarcelaciones. Fundó y colaboró con varios diarios y revistas de la época, y creó en 1860 una sociedad literaria y unos ciclos de conferencias literarias en París, Les conférences de la rue de la Paix. Tras su participación en la Comuna de París, consiguió huir de Francia y se exilió en Londres y en Bruselas. En 1876, publicó en esta última ciudad la obra que le dio fama, Historia de la Comuna de 1871 (Histoire de la Commune de 1871), que fue reeditada en París en una versión ampliada en 1896. La obra es el resultado de una exhaustiva investigación histórica en documentos de la época de los acontecimientos y de su represión, así como de entrevistas con antiguos comuneros exiliados.
Durante su exilio en Londres, de 1871 a 1880, mantuvo un largo romance con Eleanor Marx, hija menor de Karl Marx. Eleanor es la traductora de la Historia de la Comuna de 1871 al inglés.
De regreso a Francia después de la amnistía de los comuneros en 1880, fundó el periódico La Bataille, un diario abierto a todas las tendencias dentro del movimiento socialista y dedicado en particular a la defensa de los trabajadores y a la lucha contra las diferencias sociales. El periódico dejó de ser publicado de 1886 a 1889, fecha en la que reaparece para oponerse al boulangismo que amenazaba la República.
En 1888 fue cofundador, junto con Georges Clemenceau, Jules Joffrin y Arthur Ranc de la Sociedad de los Derechos del Hombre y del Ciudadano (Société des Droits de l'Homme et du Citoyen), una sociedad cuyo objetivo era de reunir a los republicanos de todas las tendencias frente a la ola de boulangismo que se había extendido en Francia.
Se presentó en 1885 y 1893 a las elecciones a la Asamblea Nacional de Francia, "no para conseguir un escaño sino para tener la oportunidad de expresar sus ideas".
Hasta su fallecimiento en 1901, prosiguió con su labor periodística pero se dedicó esencialmente a la reedición ampliada de la Historia de la Comuna de 1871.

## Escritos de Lissagaray

### Prensa
- Avenir du Gers, fundador y redactor jefe, 1868
- Le Réveil, director, 1968
- La Réforme, colaborador, 1869
- La Marseillaise fundador con Henri Rochefort, 1870
- L’Action fundador y redactor jefe durante la Comuna, 1871
- Le tribun du peuple, fundador y redactor jefe durante la Comuna, 1871
- La Bataille, fundador y redactor jefe de 1881 a 1889
- La Grande Bataille, redactor jefe, 1893
- La Revue Blanche, n.º 92 del octavo año, Tomo XII, investigación sobre la Comuna, abril de 1897, págs. 219 y 356.[1]

### Libros
- Wikisource contiene obras originales de o sobre Prosper-Olivier Lissagaray.

#### En francés
- Alfred de Musset devant la jeunesse, Ediciones Cournol, París, 37 págs., 1864
- Jacques Bonhomme - Entretiens de politique primaire, Ediciones A. Le Chevalier, París, 224 págs., 1870
- Catéchisme républicain, 1870
- Huit journées de mai derrière les barricades, reedición Gallimard, París, 128 págs., 1968 / primera edición: Ediciones Bureau du petit journal, Bruselas, 327 págs., 1871 en línea en Gallica
- Vision de Versailles, París, 31 págs., 1873 en línea en Gallica
- Rouge et noir, n.º 1 y 2, 128 págs., París, 1874
- L'histoire de la commune de 1871, reedición La Découverte, 526 págs., 2004 / Primera edición en 1876 / segunda edición ampliada, Librería Dentu, París, 1896 en línea en Gallica / tercera edición de 1929 en línea en Gallica
- Plus d’Angleterre, anónimo, 1887
- Le bilan de Boulanger, Société des Droits de l'homme et du citoyen, París, 25 págs., 1888

#### En español
- Hippolyte Prosper-Olivier Lissagaray, La Comuna de París, Editorial Txalaparta, Tafalla, 2004, ISBN 978-84-8136-287-9

## Obras sobre Lissagaray
- René Bidouze, Lissagaray la plume et l’épée, Editions ouvrières, Colección La part des hommes, 238 págs., 1991